# Erazm Rykaczewski
Erazm Edward Rykaczewski (ur. 1803, zm. 1873 w Lubostroniu) – polski historyk, tłumacz i leksykograf.
Ukończył studia na Uniwersytecie Wileńskim w 1825. Do 1831 roku mieszkał w Warszawie, następnie przebywał w Paryżu, w Szkocji i we Włoszech. Powrócił do Polski w 1872 na zaproszenie Leona Skórzewskiego. Pochowany na Cmentarzu Parafialnym w Łabiszynie.
Tłumacz Waltera Scotta (Kenilworth), autor jedynego kompletnego tłumaczenia dzieł Cycerona na język polski, wydawca dzieł historycznych i leksykograf. Autor słowników: angielsko-polskiego i polsko-angielskiego (Berlin, 1849–1851), włosko-polskiego i polsko-włoskiego (Berlin, 1856–1857; pierwszy opublikowany dwujęzyczny słownik dla tych języków), języka polskiego (1866) oraz gramatyk: angielskiej i włoskiej.